# Eiskunstlauf-Europameisterschaften 1982
Die 74. Eiskunstlauf-Europameisterschaften 1982 fanden vom 2. bis 7. Februar 1982 in Lyon statt.

## Ergebnisse

### Herren
| Platz | Sportler               | Land                   |
| ----- | ---------------------- | ---------------------- |
| 1     | Norbert Schramm        | BR Deutschland         |
| 2     | Jean-Christophe Simond | Frankreich             |
| 3     | Igor Bobrin            | Sowjetunion            |
| 4     | Rudi Cerne             | BR Deutschland         |
| 5     | Alexander Fadejew      | Sowjetunion            |
| 6     | Heiko Fischer          | BR Deutschland         |
| 7     | Wladimir Kotin         | Sowjetunion            |
| 8     | Jozef Sabovčík         | Tschechoslowakei       |
| 9     | Grzegorz Filipowski    | Polen                  |
| 10    | Didier Monge           | Frankreich             |
| 11    | Philippe Paulet        | Frankreich             |
| 12    | Thomas Hlavik          | Österreich             |
| 13    | Oliver Höner           | Schweiz                |
| 14    | Bruno del Maestro      | Italien                |
| 15    | Miljan Begović         | Jugoslawien            |
| 16    | Mark Pepperday         | Vereinigtes Königreich |
| 17    | Lars Åkesson           | Schweden               |
| 18    | Ed van Campen          | Niederlande            |
| 19    | Todd Sand              | Dänemark               |
| 20    | Thierry Michels        | Luxemburg              |
| 21    | András Száraz          | Ungarn                 |
| 22    | Eric Kol               | Belgien                |
| 23    | Boiko Alexijew         | Bulgarien              |
| 24    | Fernando Soria         | Spanien                |
| 25    | Alexander König        | DDR                    |

### Damen
| Platz | Sportlerin                | Land                   |
| ----- | ------------------------- | ---------------------- |
| 1     | Claudia Kristofics-Binder | Österreich             |
| 2     | Katarina Witt             | DDR                    |
| 3     | Jelena Wodoresowa         | Sowjetunion            |
| 4     | Deborah Cottrill          | Vereinigtes Königreich |
| 5     | Claudia Leistner          | BR Deutschland         |
| 6     | Kristiina Wegelius        | Finnland               |
| 7     | Carola Paul               | DDR                    |
| 8     | Karen Wood                | Vereinigtes Königreich |
| 9     | Janina Wirth              | DDR                    |
| 10    | Anna Antonova             | Sowjetunion            |
| 11    | Myriam Oberwiler          | Schweiz                |
| 12    | Hana Veselá               | Tschechoslowakei       |
| 13    | Sanra Cariboni            | Schweiz                |
| 14    | Manuela Ruben             | BR Deutschland         |
| 15    | Sonja Stanek              | Österreich             |
| 16    | Parthena Sarafidis        | Österreich             |
| 17    | Pairi Nieminen            | Finnland               |
| 18    | Karin Telser              | Italien                |
| 19    | Beatrice Farinacci        | Frankreich             |
| 20    | Liisa Seitsonen           | Finnland               |
| 21    | Katrien Pauwels           | Belgien                |
| 22    | Catarina Lindgren         | Schweden               |
| 23    | Anette Nygaard            | Dänemark               |
| 24    | Nevenka Lisak             | Jugoslawien            |
| 25    | Rosario Esteban           | Spanien                |
| 26    | Nora Miklosi              | Ungarn                 |
| 27    | Ingrid Aalders            | Niederlande            |
| 28    | Zwetanka Stefanowa        | Bulgarien              |
|       | Sanda Dubravčić (Z)       | Jugoslawien            |
|       | Petra Malivuk (Z)         | Jugoslawien            |

- Z = Zurückgezogen

### Paare
| Platz | Sportler                               | Land                   |
| ----- | -------------------------------------- | ---------------------- |
| 1     | Sabine Baeß / Tassilo Thierbach        | DDR                    |
| 2     | Marina Pestowa / Stanislaw Leonowitsch | Sowjetunion            |
| 3     | Irina Worobjowa / Igor Lissowski       | Sowjetunion            |
| 4     | Weronika Perschina / Marat Akbarow     | Sowjetunion            |
| 5     | Birgit Lorenz / Knut Schubert          | DDR                    |
| 6     | Susan Garland / Robert Daw             | Vereinigtes Königreich |
| 7     | Bettina Hage / Stefan Zins             | BR Deutschland         |
| 8     | Nathalie Tortel / Xavier Videau        | Frankreich             |
| 9     | Gaby Galambos / Jorg Galambos          | Schweiz                |

### Eistanz
| Platz | Sportler                               | Land                   |
| ----- | -------------------------------------- | ---------------------- |
| 1     | Jayne Torvill / Christopher Dean       | Vereinigtes Königreich |
| 2     | Natalja Bestemjanowa / Andrei Bukin    | Sowjetunion            |
| 3     | Irina Moissejewa / Andrei Minenkow     | Sowjetunion            |
| 4     | Olga Woloschinskaja / Alexander Swinin | Sowjetunion            |
| 5     | Karen Barber / Nicholas Slater         | Vereinigtes Königreich |
| 6     | Nathalie Herve / Pierre Béchu          | Frankreich             |
| 7     | Jana Beránková / Jan Barták            | Tschechoslowakei       |
| 8     | Judit Péterfy / Csaba Bálint           | Ungarn                 |
| 9     | Wendy Sessions / Stephen Williams      | Vereinigtes Königreich |
| 10    | Birgit Goller / Peter Klisch           | BR Deutschland         |
| 11    | Petra Born / Rainer Schönborn          | Italien                |
| 12    | Jindra Holá / Karol Foltán             | Tschechoslowakei       |
| 13    | Isabelle Michel / Roberto Pelizzola    | Deutschland            |
| 14    | Maria Kniffer / Manfred Hubler         | Österreich             |
| 15    | Marianne van Bommel / Wayne Seweyert   | Niederlande            |
| 16    | Marine Olivier / Philippe Boissier     | Frankreich             |
| 17    | Esther Guiglia / Roland Mader          | Schweiz                |
| 18    | Salia Saarinen / Kim Jacobson          | Finnland               |
| 19    | Ulla Ornamerker / Thomas Svedberg      | Schweden               |